# Schoenberg (ville de Fribourg)
Pour les articles homonymes, voir Schoenberg.
Le Schoenberg  ou Schönberg, littéralement « belle montagne » (à ne pas confondre avec Beaumont, un autre nom local en ville) en allemand, est le plus grand quartier de la ville de Fribourg, en Suisse.

## Situation

Le Schoenberg sur la carte des quartiers de Fribourg

Le Schoenberg se trouve sur les hauteurs de Fribourg, au nord du Gottéron et à l'est de la Sarine qui le coupe du reste de la ville avec le quartier de Bourguillon. Le pont de Zaehringen, qui enjambe la Sarine, le relie au reste de la ville et le pont de la Poya le relie à la commune de Granges-Paccot. Il se situe à la frontière orientale de la ville, à l'ouest de Tavel, dans le voisinage du quartier du petit Schoenberg, et au sud de Guin.
Le code OFS du quartier est 2196017. Il abrite 9 283 habitants ainsi que, le bureau cantonal de l'Office de la circulation et de la navigation, notamment.

## Histoire
Le quartier est créé au début des années 1960. 
Jusque dans les années 1920, il était en pleine campagne. Après l'inauguration du pont de Zaehringen en 1923, des maisons familiales y sont construites.

## Toponymie
Le quartier est surnommé le Bershow en verlan,.

## Urbanisme
Il est principalement composé de logements, avec des barres d'immeuble et des villas,.

## Population
Le quartier est le plus grand de la ville de Fribourg, abritant un quart de ses habitants à la fin des années 2010. Majoritairement germanophone, il se caractérise par une grande mixité de sa population, tant sur le plan économique que du point de vue des nationalités qui y sont représentées. 
- 2017 : près de 10 000 personnes[4]
- 2012 : 9 000 personnes[5]
- 1999 : 8 000 personnes[9]

## Écoles
Le quartier du Schoenberg comprend deux écoles primaires :
- École primaire du Schoenberg (établissement francophone et germanophone)[10],[11]
- École primaire de la Villa Thérèse (établissement francophone uniquement)[10]

Il comprend aussi les classes enfantines au centre de quartier du Schoenberg (pour les francophones) et à l'école primaire du Schoenberg (pour les germanophones),.
La fondation Les Buissonnets dans ses offres, comprend une école et un pensionnat pour les enfants et les jeunes ayant des déficiences intellectuelles. Les classes de langage de l'école Flos Carmeli font également partie du paysage scolaire du quartier.

## Sport
Le quartier a son propre club de foot, le FC Schönberg (maillot vert et blanc). Évoluant alors en troisième ligue, il remporte la Coupe fribourgeoise en 2019 et, après sa promotion en deuxième ligue, en 2021.

## Personnalités liées au quartier
- Felix Mambimbi (2001-), footballeur, y a grandi
- Yves Rossier (1960-), diplomate, y a grandi
- Michel Simonet (1961-), écrivain et cantonnier, y habite